# Monika Gruchmanowa
Monika Gruchmanowa (z domu Mrozówna, ur. 13 listopada 1922 w Gelsenkirchen-Horst, Westfalia, zm. 14 sierpnia 2001 w Poznaniu) – profesor UAM, językoznawca, socjolingwista, znawca języka polskiego i gwary poznańskiej.

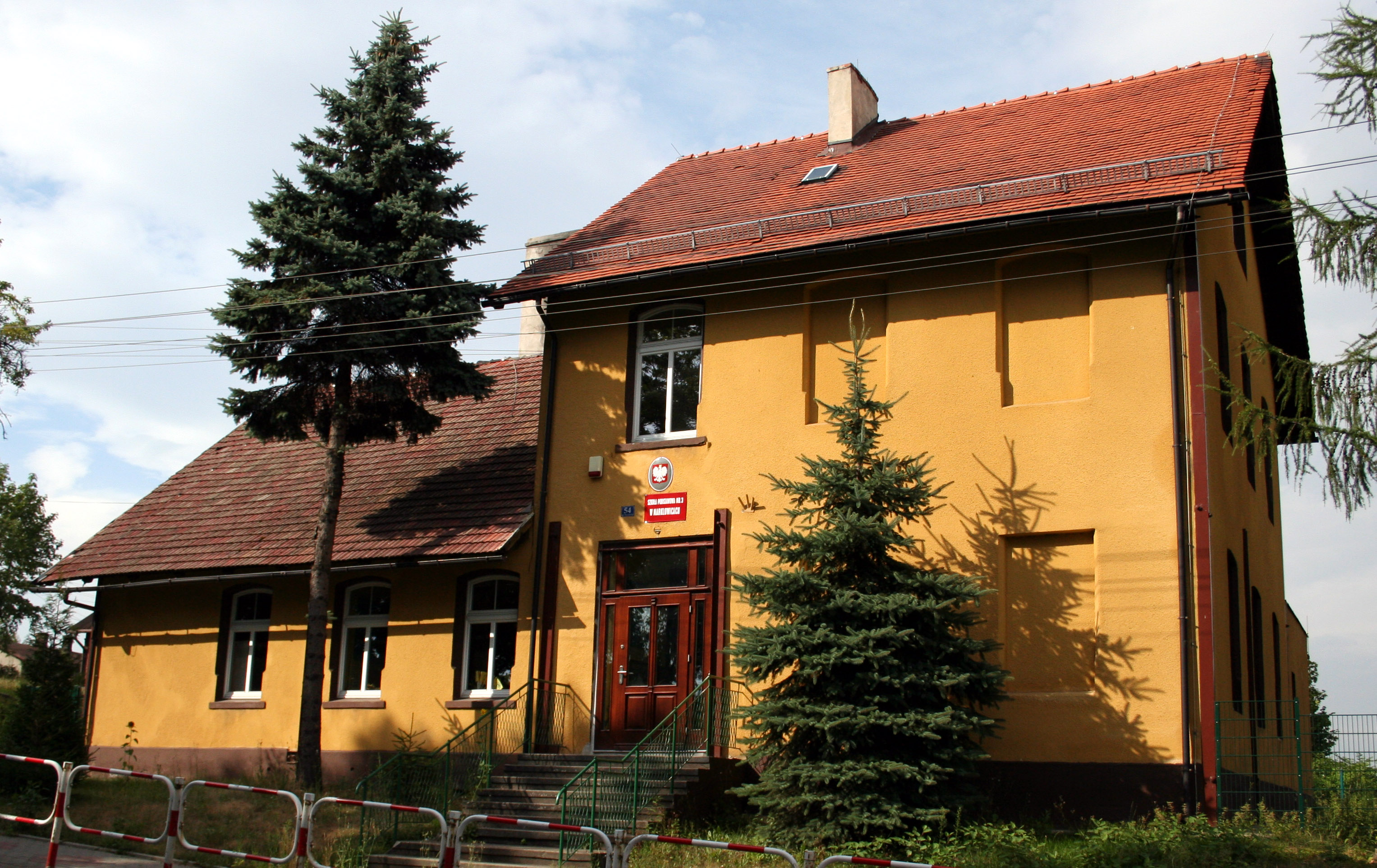
Szkoła podstawowa Moniki Gruchmanowej w Marklowicach

## Życiorys
Pochodziła z górniczej rodziny, która wcześniej wyemigrowała z północnej Wielkopolski. Ojciec był działaczem polonijnym. Dzieciństwo spędziła w Lubomi, wsi położonej pomiędzy Wodzisławiem Śląskim i Raciborzem. W 1936 ukończyła szkołę podstawową w Marklowicach i poszła do gimnazjum w Rybniku. Następnie uczęszczała do Liceum Ogólnokształcącego im. Adama Mickiewicza w Lublińcu, gdzie w 1946 zdała maturę. Tam też poznała przyszłego męża – Bohdana. W latach 1946–1951 studiowała filologię w Poznaniu. W 1950 wzięła ślub. W 1951 uzyskała tytuł magistra (praca na temat gwary wsi Olza w powiecie wodzisławskim). Zaraz potem została asystentem w Katedrze Języka Polskiego na UAM. W 1961 otrzymała tytuł doktora, w 1970 doktora habilitowanego, w 1983 profesora nadzwyczajnego, a w 1991 profesora zwyczajnego.
W latach 1969–1972 była kierownikiem Zakładu Filologii Polskiej Wyższego Studium Nauczycielskiego (w strukturach UAM). W latach 1973–1976 została dyrektorem Instytutu Filologii Polskiej UAM, a w latach 1976–1979 prodziekanem Wydziału Filologicznego. Do 1988 kierowała Zakładem Języka Polskiego. W końcowej fazie życia ciężko chorowała na chorobę stawów.
Została pochowana na cmentarzu Jeżyckim w Poznaniu (kwatera P, rząd 1, grób 14). Jedna z ulic w Poznaniu na Strzeszynie nosi jej imię.

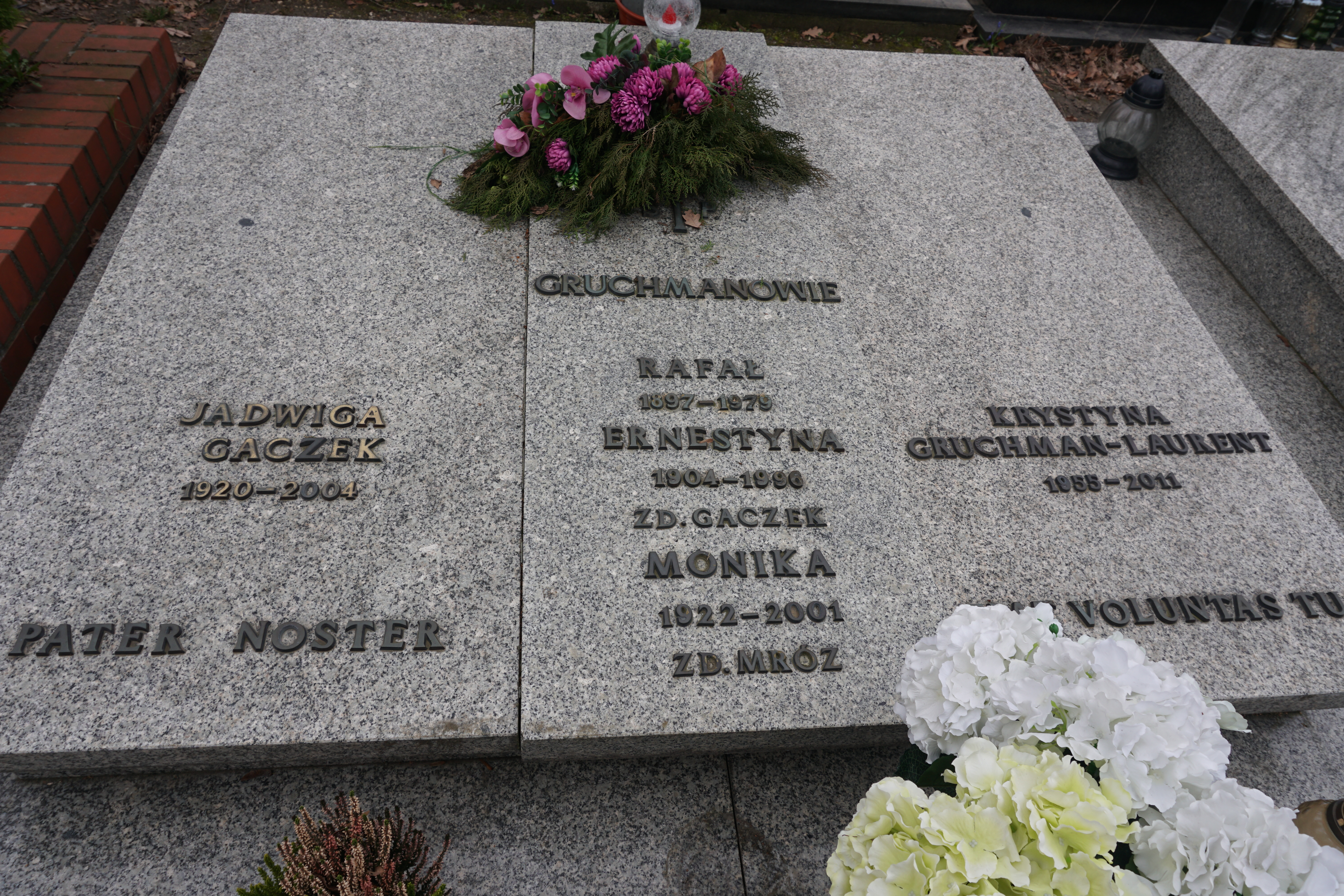
Grób profesor Moniki Gruchmanowej na cmentarzu Jeżyckim w Poznaniu

## Praca naukowa
W pracy naukowej zajmowała się przede wszystkim dialektologią. Działała w trzech głównych nurtach:
- dialektologia (badania dialektologiczne w latach 50. XX wieku napotykały duże trudności – ludność wsi była zastraszona przez komunistów, niepopularne były germanizmy, a władza lokalna – nieufna),
- język polonii amerykańskiej, zwłaszcza badania polonii w miejscowości Independence w stanie Wisconsin, założonej przez osadników z Popielowa w Opolskiem w drugiej połowie XIX wieku. Wniosła ponadto duży wkład do teorii i metodyki badań socjolingwistycznych języka Polonii,
- polszczyzna Poznania.

Monika Gruchmanowa była oceniana jako świetny dydaktyk i pracownik terenowy. Większość badań przeprowadzała in situ, często mimo niekorzystnych uwarunkowań i złej koniunktury politycznej. Posiadała szeroko rozbudowane umiejętności syntetyczne.

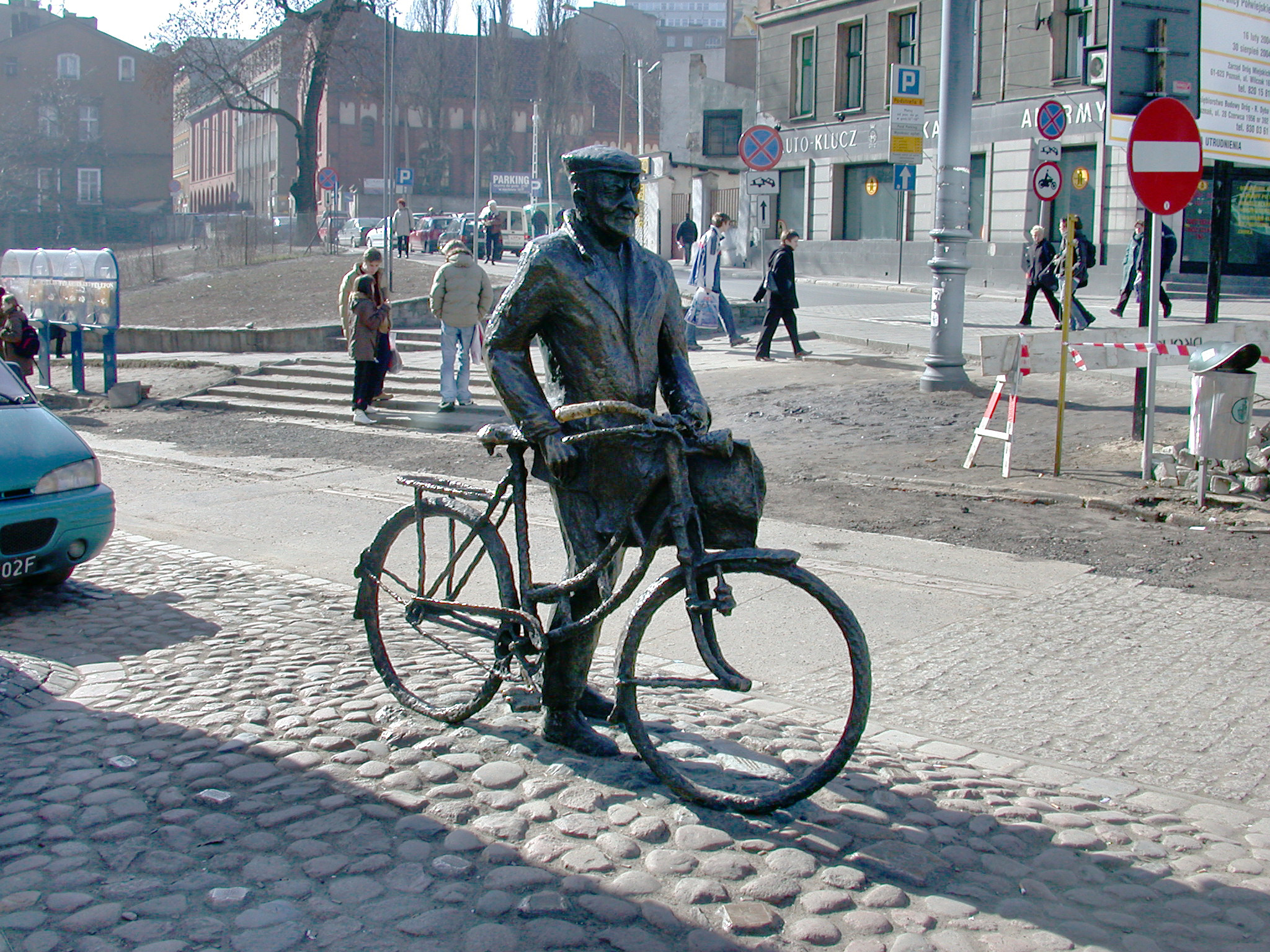
Stary Marych – symbol gwary poznańskiej

## Publikacje
- prace przy Małym Atlasie Gwar Polskich pod redakcją Kazimierza Nitscha,
- Gwary Kramsk, Podmokli i Dąbrówki w województwie zielonogórskim – 1969,
- Gwary zachodniej Wielkopolski – 1970, obie te książki należały do jednych z najlepszych polskich monografii dialektologicznych,
- Atlas języka i kultury ludowej Wielkopolski – współpraca,
- Mowa mieszkańców Poznania – 1986, współpraca,
- Polszczyzna Poznania po odzyskaniu niepodległości, a obecnie – 1995,
- Słownik gwary miejskiej Poznania – 1997–1999 (nagroda naukowa miasta Poznania).

## Nagrody
- Krzyż Oficerski Orderu Odrodzenia Polski (1993)[2]
- Medal Komisji Edukacji Narodowej
- Medal Rodła
- Odznaka Honorowa Miasta Poznania
- Odznaka Honorowa Gryfa Pomorskiego
- Odznaka „Za zasługi w rozwoju województwa poznańskiego”
- nagroda naukowa miasta Poznania
- nagrody rektorskie UAM